# Codici degli osservatori astronomici
Un osservatorio astronomico è un edificio che contiene la strumentazione necessaria utilizzata per osservare oggetti celesti; può essere un semplice telescopio o un insieme di strumenti (spettroscopi, carrelli semoventi, archivi computerizzati) ed aree adibite all'alloggiamento del personale. I codici degli osservatori vengono assegnati dal Minor Planet Center, coordinato dall'Unione Astronomica Internazionale, per catalogare gli osservatori astronomici di tutto il mondo. l'MPC associa ad ogni osservatorio un codice univoco unitamente alle sue coordinate di longitudine (in gradi a est di Greenwich) e le costanti di parallasse. Segue una lista di codici MPC associati ai relativi osservatori:

## 000–099
- 000: Osservatorio di Greenwich, Greenwich, Inghilterra
- 001: Osservatorio di Isaac Roberts, Crowborough, Inghilterra
- 002: * Rayleigh, borough di Chelmsford, Inghilterra
- 003: Osservatorio della Babotte, Montpellier, Francia
- 004: Osservatorio di Tolosa, Tolosa, Francia
- 005: Osservatorio di Parigi, Meudon, Francia
- 006: Osservatorio Fabra,  Barcellona, Spagna
- 007: Osservatorio di Parigi, Parigi, Francia
- 008: Centre de recherche en astronomie astrophysique et géophysique (CRAAG), Algeri-Bouzareah, Algeria
- 009: Osservatorio di Berna-Uecht, Berna, Svizzera
- 010: Centre de recherches en géodynamique et astrométrie (CERGA), Caussols, Francia
- 011: * Wetzikon, Svizzera
- 012: Osservatorio Reale del Belgio, Uccle, Belgio
- 013: Osservatorio di Leida, Leida, Paesi Bassi
- 014: Osservatorio di Marsiglia, Marsiglia, Francia
- 015: Osservatorio Sonnenborgh, Utrecht, Paesi Bassi
- 016: * Osservatorio di Besançon,  Besançon, Francia
- 017: Osservatorio astronomico di Hoher List, Hoher List, Germania
- 018: Osservatorio di Düsseldorf, Düsseldorf, Germania
- 019: * Osservatorio Cantonal di Neuchâtel, Neuchâtel, Svizzera
- 020: Osservatorio di Nizza, Nizza, Francia
- 021: Osservatorio di Karlsruhe, Karlsruhe, Germania
- 022: Osservatorio astronomico di Torino, Pino Torinese, Italia
- 023: Osservatorio di Wiesbaden, Wiesbaden, Germania
- 024: Osservatorio di stato di Heidelberg-Königstuhl (Landessternwarte Heidelberg-Königstuhl), Heidelberg, Germania
- 025: Stoccarda, Germania (Sternwarte Stuttgart), Stoccarda, Germania
- 026: Osservatorio Zimmerwald, Berna-Zimmerwald, Svizzera
- 027: Osservatorio astronomico di Brera, Milano, Italia
- 028: Osservatorio di Würzburg, Würzburg, Germania
- 029: Osservatorio di Amburgo, Amburgo, Germania
- 030: Osservatorio astrofisico di Arcetri, Firenze, Italia
- 031: Osservatorio Sonneberg, Sonneberg, Germania
- 032: Osservatorio di Jena, Jena, Germania
- 033: Osservatorio Karl Schwarzschild, Teutoburgo, Germania
- 034: Osservatorio astronomico di Roma, sede di Monte Mario, Roma, Italia
- 035: Osservatorio di Copenaghen, Copenaghen, Danimarca
- 036: Specola Vaticana, Castel Gandolfo, Città del Vaticano
- 037: Osservatorio astronomico d'Abruzzo, Teramo, Italia
- 038: Osservatorio astronomico di Trieste, Trieste, Italia
- 039: Osservatorio di Lund, Lund, Svezia
- 040: Osservatorio Lorhmann, Dresda, Germania
- 041: Osservatorio universitario di Innsbruck, Innsbruck, Austria
- 042: Istituto Leibniz per l'astrofisica di Potsdam, Potsdam, Germania
- 043: Osservatorio astrofisico di Asiago, Padova, Italia
- 044: Osservatorio astronomico di Capodimonte, Napoli, Italia
- 045: Osservatorio universitario di Vienna, Vienna, Austria (dal 1879)
- 046: Osservatorio di Kleť, České Budějovice, Repubblica Ceca
- 047: Obserwatorium Astronomiczne Uniwersytet, Poznań, Polonia
- 048: Osservatorio di Hradec Králové, Hradec Králové, Repubblica Ceca
- 049: Osservatorio di Kvistaberg, Uppsala, Svezia
- 050: Osservatorio di Stoccolma, Stoccolma (prima del 1931), Svezia
- 051: Osservatorio Reale del Capo di Buona Speranza, Capo di Buona Speranza, Sudafrica
- 052: Osservatorio di Stoccolma, sede di Saltsjöbaden, Svezia
- 053: Osservatorio Konkoly, Budapest, Ungheria
- 054: Osservatorio di Brorfelde, Brorfelde, Danimarca
- 055: Kraków Observatory, Cracovia, Polonia
- 056: Osservatorio astronomico di Skalnaté Pleso, Skalnaté Pleso, Slovacchia
- 057: Osservatorio astronomico di Belgrado, Belgrado, Serbia
- 058: Osservatorio di Königsberg, Kaliningrad, Russia (quando attivo era situato in Germania)
- 059: Osservatorio di Lomnický Štit, Lomnický Štit, Slovacchia
- 060: Osservatorio Astronomico di Ostrovik, Varsavia, Polonia
- 061: Užhorod, Ucraina
- 062: Osservatorio di Iso-Heikkilä, Turku, Finlandia
- 063: Osservatorio Tuorla, Università di Turku, Finlandia
- 064: Osservatorio di Kevola, Paimio, Finlandia
- 065: Osservatorio di Traunstein, Traunstein, Germania
- 066: Osservatorio Nazionale di Atene, Grecia
- 067: Leopoli, Osservatorio dell'Università, Ucraina
- 068: Leopoli, Istituto Politecnico, Ucraina
- 069: Osservatorio di Baldone, Baldone, Lettonia
- 070: Osservatorio astronomico di Vilnius (prima del 1939), Lituania
- 071: Osservatorio astronomico nazionale Rožen Smoljan, Bulgaria
- 072: Osservatorio Scheuren, Colonia, Germania
- 073: Osservatorio astronomico di Bucarest, Romania
- 074: Osservatorio Boyden, Bloemfontein, Sudafrica
- 075: Osservatorio di Tartu, Tartu, Estonia
- 076: Johannesburg, Sudafrica
- 077: Johannesburg, Sudafrica
- 078: Osservatorio dell'Unione, Johannesburg, Sudafrica
- 079: Pretoria, Sudafrica
- 080: Osservatorio dell'Università di Istanbul, Istanbul, Turchia
- 081: Johannesburg, Sudafrica
- 082: * Osservatorio di Sankt Pölten, Austria
- 083: Kiev, Ucraina
- 084: Osservatorio di Pulkovo, Pulkovo, Russia
- 085: Osservatorio di Kiev, Kiev, Ucraina
- 086: Odessa, Ucraina
- 087: * Helwan, Egitto
- 088: * Osservatorio di Kottamia, Egitto
- 089: Mykolaïv, Ucraina
- 090: * Osservatorio di Mainz, Germania
- 091: * Observatoire de Nurol, Aurec-sur-Loire, Francia
- 092: Centro per l'Astronomia di Toruń, Toruń-Piwnice, Polonia
- 093: Osservatorio Astrofisico di Skybotn, Skibotn, Norvegia
- 094: Osservatorio di Simeiz, Crimea, Ucraina
- 095: Osservatorio astrofisico della Crimea, Naučnyj, Russia
- 096: Telescopio Ruths di Merate, Merate, Italia
- 097: Osservatorio Wise, Mitzpe Ramon, Israele
- 098: Stazione osservativa di Cima Ekar, Asiago, Cima Ekar, Italia
- 099: * Osservatorio di Lahti, Lahti, Finlandia

## 100–199
- 100
- 101: Osservatorio Kharkiv, Charkiv, Ucraina
- 104: Osservatorio astronomico della Montagna pistoiese, San Marcello Pistoiese, Italia
- 105: Istituto astronomico Sternberg, Mosca, Russia
- 106: Osservatorio di Montenero d'Idria, Idria, Slovenia
- 107: Osservatorio astronomico Geminiano Montanari, Cavezzo, Italia
- 113: Osservatorio popolare di Drebach, Drebach, Germania
- 115: Osservatorio astrofisico speciale dell'Accademia russa delle scienze, Zelenčukskaja, Russia
- 118: Osservatorio astronomico di Modra, Modra, Slovacchia
- 119: Osservatorio astrofisico di Abastumani, Municipalità di Adigeni, Georgia
- 120: Osservatorio di Visignano, Visignano, Croazia
- 122: Osservatorio dei Pises, Parco nazionale delle Cevenne, Francia
- 123: Osservatorio di Byurakan, Byurakan, Armenia
- 126: Osservatorio astronomico Monte Viseggi, La Spezia, Italia
- 132: Osservatorio di Bédoin, Bédoin, Francia
- 138: Osservatorio di Village-Neuf, Village-Neuf, Francia
- 147: Osservatorio astronomico Galileo Galilei, Suno, Italia
- 156: Osservatorio astrofisico di Catania, Catania, Italia
- 157: Osservatorio di Frasso Sabino, Frasso Sabino, Italia
- 163: Osservatorio di Roeser, Roeser, Lussemburgo
- 168: Osservatorio astronomico di Kourovka, Pervoural'sk, Russia
- 170: Osservatorio di Begues, Begues, Spagna
- 174: Osservatorio di Nyrölä,  Nyrölä, Finlandia
- 184: Osservatorio Valmeca, Puimichel, Francia
- 185: Osservatorio astronomico del Giura, Vicques, Svizzera
- 192: Istituto astronomico Ulugbek, Tashkent, Uzbekistan
- 193: Osservatorio Sanglok, distretto di Danghara, Tagikistan
- 198: Osservatorio di Wildberg, Wildberg, Germania

## 200–299
- 200
- 204: Osservatorio astronomico G.V. Schiaparelli, Campo dei Fiori (VA), Italia
- 213: Osservatorio Montcabrer, Cabrils, Spagna
- 217: Osservatorio di Assy-Turgen, Regione di Almaty, Kazakistan
- 223: Osservatorio di Madras, Chennai (Madras) , India
- 245: telescopio spaziale Spitzer, telescopio spaziale
- 246: Osservatorio di Kleť (KLENOT), Repubblica Ceca
- 248: Hipparcos Telescopio spaziale
- 249: SOHO, telescopio spaziale
- 250: Telescopio spaziale Hubble, telescopio spaziale
- 251: Radiotelescopio di Arecibo, Arecibo, Portorico, Stati Uniti d'America
- 252: Goldstone Deep Space Communications Complex, California, Stati Uniti
- 253: Goldstone Deep Space Communications Complex, California, Stati Uniti
- 257: Goldstone Deep Space Communications Complex, California, Stati Uniti
- 260: Digitized Sky Survey, Baltimora - STScI, Stati Uniti
- 261: Osservatorio di Monte Palomar, California, Stati Uniti
- 267: Canada–France–Hawaii Telescope, Hawaii, Stati Uniti
- 277: Osservatorio reale di Edimburgo, Edimburgo, Scozia
- 290: Osservatorio internazionale del monte Graham (telescopio vatt), Arizona, Stati Uniti
- 291: Spacewatch 1.8 metri, Arizona, Stati Uniti

## 300–399
- 300: Bisei Spaceguard Center, Bisei, prefettura di Okayama, Giappone
- 304: Osservatorio di Las Campanas, La Serena, Cile
- 303: Osservatorio Llano del Hato, Mèrida, Venezuela
- 319: Osservatorio di Perth, Perth, Australia
- 327: Stazione osservativa di Xinglong, Provincia di Hebei, Cina
- 330: Osservatorio della Montagna Purpurea, Nanchino, Cina
- 333: Osservatorio Desert Eagle, Arizona, Stati Uniti
- 371: Osservatorio astronomico di Okayama, Prefettura di Okayama, Giappone
- 372: Osservatorio Geisei, Geisei, Giappone
- 377: Osservatorio Kwasan, (Kwasan Observatory) Kyoto, Giappone
- 381: Osservatorio di Tokyo-Kiso, Monte Ontake, Giappone
- 385: Osservatorio di Nihondaira, Shimizu, Giappone

## 400–499
- 400
- 413: Osservatorio di Siding Spring, Coonabarabran, Australia
- 420: Osservatorio di Sydney, Sydney, Australia
- 428: Reedy Creek Observatory, Gold Coast, Australia
- 461: Stazione di Piszkéstető, Ungheria
- 467: Osservatorio Stardome, Auckland, Nuova Zelanda
- 468: Osservatorio astronomico di Campo Catino, Guarcino, Italia
- 473: Osservatorio astronomico di Remanzacco, Remanzacco, Italia
- 493: Osservatorio di Calar Alto, provincia di Almería, Spagna
- 499

## 500–599
- 500: Osservatori geocentrici (es. IRAS)
- 501: Castello di Herstmonceux, Herstmonceux, Inghilterra
- 502: Colchester
- 503: Osservatorio di Cambridge, Università di Cambridge, Inghilterra
- 511: Osservatorio dell'Alta Provenza, Alpi dell'Alta Provenza, Francia
- 512: Osservatorio di Leida, Leida, Paesi Bassi
- 520: Vecchio osservatorio di Bonn, Bonn, Germania (sino al 1973)
- 522: Osservatorio di Strasburgo, Strasburgo, Francia
- 524: Osservatorio di Mannheim, Mannheim, Germania
- 528: Osservatorio di Gottinga, Gottinga, Germania
- 534: Osservatorio di Lipsia, Lipsia, Germania (dal 1861)
- 535: Osservatorio astronomico di Palermo, Palermo, Italia
- 538: Osservatorio della marina di Pola, Pola, Croazia
- 537: Osservatorio di Urania, Berlino, Germania
- 540: Osservatorio privato Meyer/Obermair, Kirchschlag bei Linz, Austria
- 541: Osservatorio astronomico Štefánik, Praga, Repubblica Ceca
- 543: Osservatorio di Lipsia, Lipsia, Germania (prima del 1861)
- 544: Osservatorio William Foerster (Wilhelm Foerster Sternwarte), Berlino, Germania
- 545: Osservatorio astronomico di Vienna, Vienna, Austria (fino al 1879)
- 548: Osservatorio di Berlino, Berlino, Germania
- 549: Osservatorio astronomico di Uppsala, Uppsala, Svezia
- 552: Osservatorio San Vittore, Bologna, Italia
- 560: Osservatorio astronomico di Madonna di Dossobuono, Verona, Italia
- 565: Osservatorio Bassano Bresciano, Bassano Bresciano, Italia
- 557: Osservatorio di Ondřejov, Ondřejov, Repubblica Ceca
- 566: Osservatorio di Haleakalā, Maui, Hawaii, Stati Uniti
- 568: Osservatorio di Mauna Kea, isola di Hawaii, Stati Uniti
- 569: Osservatorio dell'Università di Helsinki, Helsinki, Finlandia
- 570: Osservatorio astronomico di Vilnius, dopo il 1939
- 571: Osservatorio di Cavriana, Cavriana, Italia
- 586: Osservatorio del Pic du Midi, Pic du Midi de Bigorre, Francia
- 587: Osservatorio astronomico di Sormano, Sormano, Italia
- 589: Osservatorio astronomico Santa Lucia Stroncone, Italia
- 595: Circolo culturale astronomico di Farra d'Isonzo, Farra d'Isonzo, Italia
- 596: Colleverde di Guidonia, Guidonia Montecelio, Italia
- 598: Osservatorio astronomico di Bologna Loiano, Italia
- 599: Campo Imperatore Near-Earth Object Survey (CINEOS), Campo Imperatore, Italia

## 600–699
- 600
- 604: Osservatorio Archenhold, Berlino, Germania
- 608: Osservatorio di Haleakalā (AMOS), Maui, Hawaii, Stati Uniti
- 609: Osservatorio astronomico di Polino, Italia
- 610: Osservatorio privato di Vittorio Goretti, Pianoro, Italia
- 611: Osservatorio di Starkenburg, Heppenheim, Germania
- 615: Osservatorio di Saint-Véran, Saint-Véran, Francia
- 620: Osservatorio astronomico di Maiorca, Maiorca, Spagna
- 621: Osservatorio di Bergisch Gladbach, Bergisch Gladbach, Germania
- 628: Osservatorio Turtle Star, Mülheim an der Ruhr, Germania
- 658: Dominion Astrophysical Observatory, Saanich, Columbia Britannica (Canada)
- 660: Osservatorio Leuschner, Università di Berkeley, California, Stati Uniti
- 662: Osservatorio Lick, San José, California, Stati Uniti
- 671: Osservatorio di Stony Ridge, Stony Ridge, California, Stati Uniti
- 672: Osservatorio di Monte Wilson, California, Stati Uniti
- 679: Osservatorio astronomico nazionale del Messico, (OAN) Bassa California, Messico
- 680: Osservatorio Griffith, Los Angeles, California, Stati Uniti
- 683: Osservatorio Goodricke-Pigott Tucson, Arizona, Stati Uniti
- 690: Osservatorio Lowell, Flagstaff, Arizona, Stati Uniti
- 692: Osservatorio Steward, Tucson (Arizona), Stati Uniti
- 695: Osservatorio di Kitt Peak, Arizona, Stati Uniti
- 696: MMT Observatory, Arizona, Stati Uniti
- 697: Osservatorio MDM, Arizona Stati Uniti
- 699

## 700–799
- 700:
- 701:
- 702:
- 703: Catalina Sky Survey, Osservatorio di Monte Lemmon, Arizona, Stati Uniti
- 704: Lincoln Near-Earth Asteroid Research (LINEAR), Socorro, Nuovo Messico, Stati Uniti
- 705: Osservatorio di Apache Point, Sunspot, Nuovo Messico, Stati Uniti
- 711: Osservatorio McDonald, Fort Davis, Texas, Stati Uniti
- 734: Osservatorio Farpoint, Eskridge, Kansas, Stati Uniti
- 754: Osservatorio Yerkes, Wisconsin, Stati Uniti
- 760: Goethe Link Observatory, Indiana, Stati Uniti
- 765: Osservatorio di Cincinnati, Cincinnati, Ohio, Stati Uniti
- 778: Osservatorio Allegheny, Pittsburgh, Pennsylvania, Stati Uniti
- 779: David Dunlap Observatory, Richmond Hill (Ontario), Canada
- 781: Osservatorio astronomico di Quito, Quito, Ecuador
- 786: United States Naval Observatory, (dopo il 1893) Washington, Stati Uniti
- 787: United States Naval Observatory (prima del 1893), Washington, Stati Uniti
- 790: Osservatorio Dominion, Ottawa, Ontario, Canada
- 797: Osservatorio dell'Università di Yale - New Haven, New Haven, Connecticut, Stati Uniti
- 798: Osservatorio dell'Università di Yale - Bethany, Bethany, Connecticut,Stati Uniti

## 800–899
- 800
- 801: Osservatorio di Oak Ridge, Massachusetts, Stati Uniti
- 802: Harvard College Observatory, Massachusetts, Stati Uniti
- 803: Osservatorio di Cerro Tololo, Cerro Tololo, Cile
- 805: Osservatorio di Cerro El Roble, Santiago del Cile, Cile
- 808: Osservatorio Félix Aguilar, Provincia di San Juan, Argentina
- 820: Osservatorio nazionale boliviano di Tarija, Tarija, Bolivia
- 822: Osservatorio di Córdoba, Córdoba, Argentina
- 829: Complesso astronomico El Leoncito, Provincia di San Juan, Argentina
- 839: Osservatorio di la Plata, La Plata, Argentina
- 844: Osservatorio astronomico Los Molinos, Montevideo, Uruguay
- 848: Osservatori Tenagra I, Cottage Grove, Oregon, Stati Uniti
- 867: Osservatorio di Saji, prefettura di Tottori, Giappone
- 874: Osservatorio Pico dos Dias, Itajubá, Brasile
- 880: Osservatorio nazionale di Rio de Janeiro, Rio de Janeiro, Brasile
- 896: Yatsugatake South Base Observatory, Hokuto, Prefettura di Yamanashi, Giappone

## 900–999
- 900
- 905: Osservatorio di NachiKatsuura, Nachikatsuura, Giappone
- 910: OCA-DLR Asteroid Survey, indagine osservativa di NEO, Nizza, Francia
- 926: Osservatorio Tenagra II, Nogales, Arizona, Stati Uniti
- 932: Osservatorio John J. McCarthy, Connecticut, Stati Uniti
- 947: Osservatorio di Saint-Sulpice,  Saint-Sulpice, Francia
- 948: Pymoor
- 949: Osservatorio Durtal, Francia
- 950: Osservatorio del Roque de los Muchachos, La Palma, Spagna
- 951: Highworth Observatory Highworth
- 952: Marxuquera Observatory, Spagna
- 953: Montjoia Observatory, Montjoia, Barcellona
- 954: Osservatorio del Teide, isola di Tenerife, Spagna
- 958: Osservatorio di Dax, Dax, Francia
- 971: Osservatorio astronomico di Lisbona, Lisbona, Portogallo
- 974: Osservatorio astronomico OAG di Sestri Ponente, Genova, Italia
- 981: Osservatorio Armagh, Armagh, Irlanda
- 982: Osservatorio Dunsink, Dublino, Irlanda
- 983: Real Instituto y Observatorio de la Armada, San Fernando, Spagna
- 996: Radcliffe Observatory, Oxford, Regno Unito
- 999

## A00–A99
- A01 Masia Cal Maciarol Modul 2
- A02
- A13: Osservatorio di Ependes, Ependes, Svizzera
- A14: Osservatorio Les Engarouines, Mallemort, Francia
- A29: Osservatorio astronomico di Tavolaia, Santa Maria a Monte, Italia
- A50: Osservatorio astronomico di Andrušivka, Andrušivka, Ucraina
- A55: Osservatorio astronomico di Vallemare di Borbona, Borbona, Italia
- A79: Osservatorio Società Stellare, Plana, Bulgaria
- A92: Osservatorio Urseanu, Bucarest, Romania

## B00–B99
- B04: Osservatorio astronomico della Regione Autonoma Valle d'Aosta, Italia
- B31: Southern African Large Telescope, Città del Capo, Sudafrica
- B33: Osservatorio astronomico di Libbiano, Peccioli, Italia
- B42: Osservatorio di Vicebsk, Vicebsk, Bielorussia
- B74: Osservatorio di Santa Maria de Montmagastrell, Tàrrega, Spagna

## C00–C99
- C00: Velikie Luki
- C06: Università statale aerospaziale della Siberia Osservatorio, Krasnojarsk, Russia
- C24: Osservatorio Astronomico Città di Seveso, Seveso, Italia
- C49: STEREO-A
- C50: STEREO-B
- C51: WISE
- C60: Istituto Argelander per l'astronomia (il vecchio Bonn (cod. 520) dopo il 1973))
- C82 Osservatorio Astronomico Nastro Verde - Sorrento, Italia
- C97 Osservatorio Al-Fulaij, Mascate, Oman

## D00–D99
- D00
- D29: Stazione di XuYi, Jiangsu, Cina
- D35: Osservatorio Lulin, Contea di Nantou, Taiwan
- D39: Università dello Shandong, Jinan, Cina
- D63 G.Pascoli Observatory, Barga, Italia
- D44: Osservatorio astronomico dell'isola di Ishigaki, Arakawa, isola di Ishigaki, Giappone
- D66: Civico Osservatorio Astronomico di Rozzano, Italia
- D99

## E00–E99
- E10: Telescopio Faulkes Sud, Nuovo Galles del sud, Australia

## F00–F99
- F00
- F51: Pan-STARRS 1, Osservatorio di Haleakalā, Maui, isole Hawaii, Stati Uniti
- F52: Pan-STARRS 2, Osservatorio di Haleakalā, Maui, Hawaii, Stati Uniti
- F65: Telescopio Faulkes Nord, Maui, Hawaii, Stati Uniti

## G00–G99
- G45: Space Surveillance Telescope, New Mexico e poi Australia
- G57: Dilbert Observatory, Oregon, Stati Uniti
- G77: Big Bear Solar Observatory, Los Angeles, Stati Uniti
- G83: Osservatorio internazionale del monte Graham (telescopio hht), Arizona
- G84: Osservatorio di Monte Lemmon, Arizona, Stati Uniti
- G91: Osservatorio Fred Lawrence Whipple, Arizona, Stati Uniti
- G92: Osservatorio Jarnac, Arizona, Stati Uniti
- G96: Mount Lemmon Survey, università dell'Arizona, Arizona, Stati Uniti

## H00–H99
- H00: Osservatorio Solare Tyrone, Burro Mountain, Nuovo Messico, Stati Uniti
- H21: Osservatorio di ricerca astronomica, Westfield (Illinois), Stati Uniti
- H36: Osservatorio Sandlot, Scranton, Kansas, Stati Uniti
- H55: Osservatorio di ricerca astronomica, Charleston (Illinois), Stati Uniti
- H99: Osservatorio Sunhill, Newton , Massachusetts, Stati Uniti

## I00–I99
- I33: Southern Astrophysical Research Telescope (SOAR), Cerro Pachón, Cile
- I41: Zwicky Transient Facility, osservatorio Palomar, California, Stati Uniti
- I47: Osservatorio Pierre Auger, Provincia di San Juan, Argentina
- I93: Osservatorio di Saint-Pardon-de-Conques, Saint-Pardon-de-Conques, Francia

## J00–J99
- J01
- J02
- J03
- J04: ESA Optical Ground Station, complesso dell'osservatorio del Teide, Tenerife, Spagna
- J13: Telescopio Liverpool, Isole Canarie, Spagna
- J43: Osservatorio di Oukaimden, Marocco
- J75: La Sagra Sky Survey Indagine conoscitiva NEO presso l'osservatorio astronomico di La Sagra (OLS), Andalusia, Spagna
- J86: Osservatorio della Sierra Nevada, loma de Dílar, Spagna
- J99

## K00–K99
- K51: Osservatorio astronomico del Celado, Italia
- K63: Osservatorio amatoriale di Castelvecchio Pascoli, Castelvecchio Pascoli, Italia
- K70: Osservatorio di Rosarno, Italia
- K83: Osservatorio astronomico Beppe Forti, Montelupo Fiorentino, Italia
- K86 Specola astronomica Cidnea, Brescia, Italia
- K89: Digital Stargate Manciano, Italia
- K96: Parco Astronomico Lilio, Italia

## L00–L99
- L20: Osservatorio astronomico di Sarajevo, Sarajevo, Bosnia ed Erzegovina
- L28: Osservatorio astronomico di Castelgrande, Potenza, Italia
- L98: Osservatorio astronomico di La Sagra, Andalusia, Spagna

## M00–M99
- M26: Zen observatory, Scandicci, Italia
- M43: Osservatorio Al Sadeem, Abu Dhabi, Emirati Arabi Uniti

## N00–N99
- N43: Osservatorio Plato-A, base Kunlun, Antartide

## O00-O99
- O43: Osservatorio Nazionale Langkawi, Malaysia
- O75: Osservatorio di Khurel Togoot, Mongolia

## T00–T99
- T03: Osservatorio di Haleakalā (LCO Clamshell), Maui, Hawaii, Stati Uniti
- T04: Osservatorio di Haleakalā (LCO OGG B), Maui, Hawaii, Stati Uniti
- T05: Osservatorio di Haleakalā (ATLAS-HKO) Asteroid Terrestrial-impact Last Alert System, Haleakalā, Hawaii, Stati Uniti
- T08: Osservatorio di Haleakalā (ATLAS-MLO) Asteroid Terrestrial-impact Last Alert System, Mauna Loa, Hawaii, Stati Uniti

## Z00–Z99
- Z19: Telescopio nazionale Galileo, La Palma, Spagna
- Z20: Telescopio Mercator, Isole Canarie, Spagna
- Z55: Osservatorio Uraniborg (dismesso), Ven, Svezia
- Z69: Observatorio Mazagón, Huelva, Spagna
- Z71: Observatorio Norba Caesarina, Cáceres, Spagna
- Z74: Amanecer de Arrakis, Siviglia, Spagna
- Z75: Observatorio Sirius, Las Lomas, Spagna
- Z76: Observatorio Carda, Villaviciosa, Spagna
- Z83: Chicharronian 3C Observatory, Tres Cantos, Madrid, Spagna
- Z88: Fosseway Observatoy, Stratton-on-the-Fosse, Regno Unito
- Z92: West Park Observatory, Leeds, Regno Unito
- Z95: Astronomía Para Todos Remote Observatory, Spagna
- Z96: Observatorio Cesaraugusto, Spagna
- Z97: OPERA Observatory, Saint Palais, Francia